# Đông Hợp
Đông Hợp là một xã thuộc huyện Đông Hưng, tỉnh Thái Bình, Việt Nam.

## Diện tích và dân số
Xã Đông Hợp có diện tích 2,58 km². Theo Tổng điều tra dân số năm 1999, xã Đông Hợp có số dân 4.742 người.

## Địa giới hành chính
Xã Đông Hợp nằm ở trung tâm của huyện Đông Hưng, bên bờ nam sông Tiên Hưng.
- Phía đông giáp xã Đông Các;
- Phía nam giáp xã Đông Động;
- Phía tây giáp các xã Phú Châu và Nguyên Xá;
- Phía bắc giáp thị trấn Đông Hưng và xã Đông La.

## Giao thông
Quốc lộ 10 đi ngang qua xã theo hướng bắc – nam.